# Alchemilla stevenii
Alchemilla stevenii é uma espécie de rosácea do gênero Alchemilla, pertencente à família Rosaceae.